# Ахмад Ахмад
Ахмад Ахмад (малаг. Ahmad Ahmad; род. 30 декабря 1959, Махадзанга, Боэни) — мадагаскарский политический деятель, спортивный функционер. Президент Африканской конфедерации футбола и вице-президент ФИФА в 2017—2021 годах.

## Ранние годы и политическая карьера
В молодости Ахмад занимался футболом.
В конце 1980-х годов Ахмад работал преподавателем по физическому воспитанию в технической школе Махадзанги и колледже Тамборано. В 1989—1990 годах он тренировал футбольный клуб «Сотема».
С 1988 по 1993 год Ахмад руководил департаментом спорта в муниципалитете Махадзанги. В 1994 году стал членом правительства Мадагаскара, получив должность секретаря по делам спорта.
С 2003 по 2007 год преподавал спортивное право и спортивный маркетинг в Национальной спортивной академии.
С 2014 по 2016 год руководил министерством рыбной промышленности. В 2016 году стал вице-президентом сената.

## Деятельность на посту президента КАФ
В январе 2017 года, будучи президентом Малагасийской федерации футбола и членом исполнительного комитета Африканской конфедерации футбола (КАФ), Ахмад выдвинул свою кандидатуру на должность президента КАФ. В рамках своей предвыборной кампании пообещал привести организацию к высоким стандартам ФИФА и вернуть доверие её членов. 16 марта 2017 года победил на выборах президента действующего главу КАФ Иссу Хаяту, который занимал эту должность с 1988 года. Ахмад набрал 34 голоса против 20 у Хаяту.
За время своей деятельности на посту президента КАФ Ахмад неоднократно становился объектом антикоррупционных расследований. В июне 2019 года он был арестован французской полицией и допрошен в рамках расследования по иску компании Puma о нарушении контракта на поставку экипировки. После допроса Ахмад был отпущен без предъявления обвинений.
В рамках того же дела в ноябре 2020 года ФИФА отстранила Ахмада от футбольной деятельности сроком на пять лет. Его обвиняли в том, что он получал взятки на свой личный банковский счёт от малоизвестной французской компании Tactical Steel, которая в обмен получила от КАФ крупный контракт на поставку спортивной экипировки для участников и волонтёров чемпионата африканских наций. Всего КАФ заплатила Tactical Steel 4,4 млн долларов США, несмотря на имеющийся контракт с Puma. Кроме того, Ахмад использовал своё положение для финансирования за счёт КАФ религиозных паломничеств в Мекку и Медину для себя и других мусульман из числа глав африканских футбольных федераций.
В январе 2021 года Спортивный арбитражный суд (САС) разрешил Ахмаду возобновить деятельность в качестве президента КАФ до дальнейшего решения. В начале марта того же года решением САС срок его запрета на футбольную деятельность был снижен до двух лет, наложенный ФИФА штраф уменьшен до 50 тыс. швейцарских франков. В связи с запретом Ахмад не мог вновь баллотироваться на должность президента КАФ в 2021 году, в результате чего 8 марта его сменил представитель ЮАР Патрис Мотсепе.